# Xcode
O Xcode é um ambiente de desenvolvimento integrado (IDE) da Apple disponível no sistema operacional macOS, usado para desenvolver software para macOS, iOS, iPadOS, watchOS, tvOS e visionOS. Foi lançado no final de 2003 e a versão estável mais recente é a 16, lançada em 16 de setembro de 2024. O Xcode pode ser baixado gratuitamente na Mac App Store e no site de desenvolvedores da Apple.
Desenvolvedores registrados também podem baixar versões prévias e anteriores da suíte através do site de desenvolvedores da Apple. O Xcode inclui ferramentas de linha de comando que permitem o desenvolvimento sem interface gráfica (GUI) no estilo Unix no macOS e que podem ser baixadas separadamente.
Antes do Xcode, a Apple disponibilizava duas ferramentas para desenvolvedores: Project Builder e Interface Builder, que costumava ser uma aplicação separada. A partir da versão 4 do Xcode, o Interface Builder passou a ser parte do Xcode.

## Funcionalidades
O Xcode oferece suporte ao desenvolvimento em várias linguagens de programação, incluindo Swift, C, C++, Objective-C e Objective-C++. Além disso, a comunidade adicionou suporte a várias outras linguagens no decorrer do tempo por meio de plug-ins, mas o uso desses plug-ins foi progressivamente restrito até deixar de ser suportado.
O Xcode inclui um conjunto de SDKs (Software Development Kits) que fornecem as bibliotecas, frameworks e ferramentas necessárias para desenvolver aplicativos para os sistemas da Apple, como iOS, macOS, watchOS, tvOS e visionOS. Esses SDKs hoje vêm integrados ao Xcode e são atualizados junto com ele, assim como a versão suportada da linguagem de programação Swift.

Para distribuir aplicativos na App Store, empresas e desenvolvedores independentes devem estar registrados no Apple Developer Program, que também oferece acesso a recursos exclusivos, como testes beta via TestFlight e certificados para assinatura de aplicativos.